# 彼得·恩格尔
彼得·恩格尔（英語：Peter Engel，1959年—）是美国折纸艺术家、理论家、科普作家、图形设计师以及建筑师。他出有若干本有关折纸的著作，包括《折纸——从神仙鱼到禅》（Origami from Angelfish to Zen）、《折纸奥德赛》（Origami Odyssey）等。